# 인천문학경기장
인천문학경기장(仁川文鶴競技場, Incheon Munhak Sports Complex)은 대한민국 인천광역시에 있는 스포츠 시설이다. 개장 당시에는 인천월드컵경기장으로 명명했으나 FIFA 월드컵 이후 인천문학경기장으로 개칭되었다.
주경기장은 천연잔디 필드와 우레탄 트랙이 갖춰진 다목적 경기장이며, 보조경기장, 야구장, 스포츠센터 등의 스포츠 시설로 구성되어 있다.

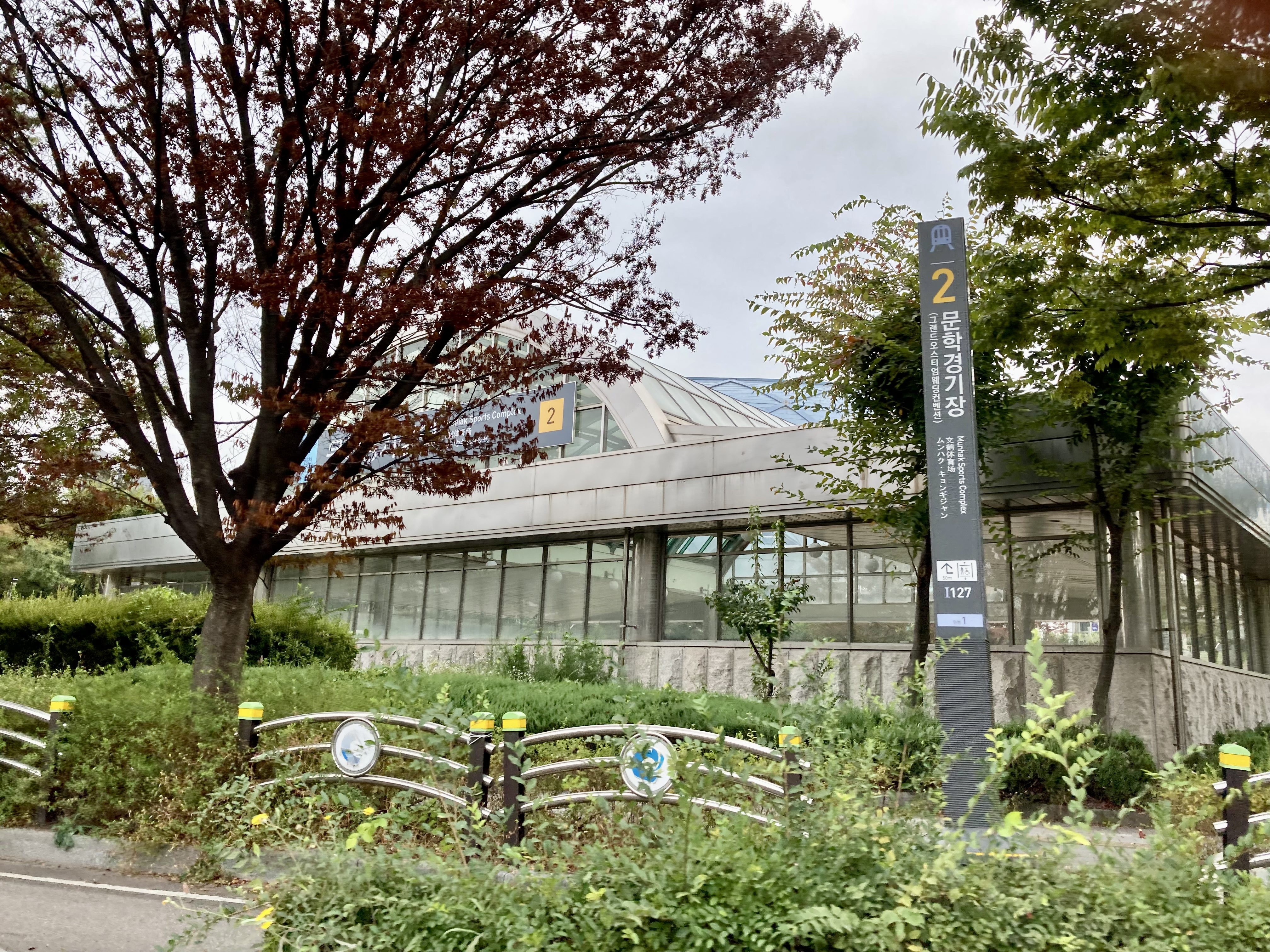
인천문학경기장역 외관

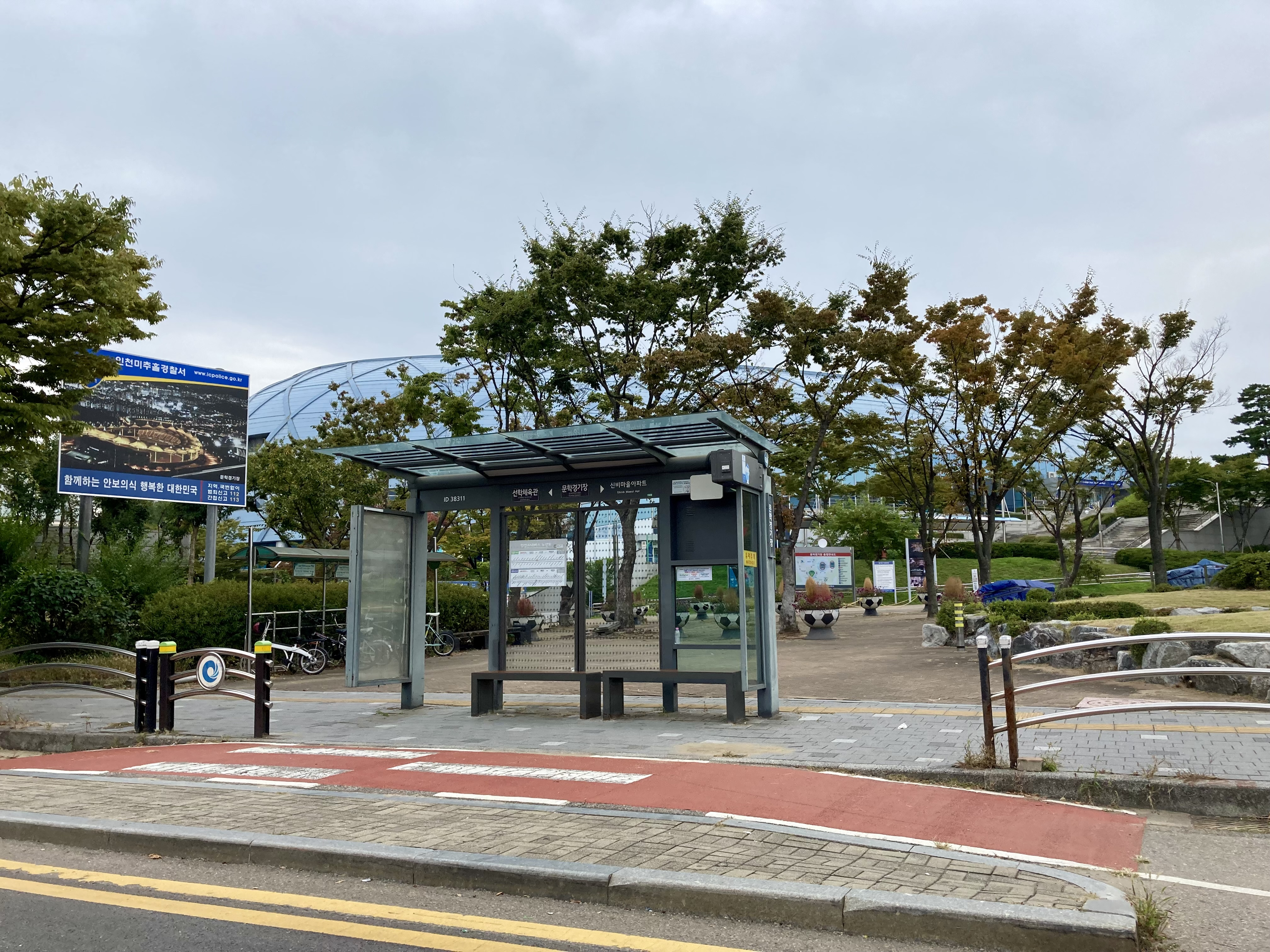
인천문학경기장 시내버스정류장

인천 도시철도 1호선 문학경기장역이 인근에 있으며, 보조 경기장(5,000석의 좌석과 육상 트랙 포함)과 KBO 리그 SSG 랜더스의 홈구장인 인천SSG랜더스필드가 있다. 운영은 인천광역시 시설관리공단에서 맡고 있었지만 2013년 11월 SK 와이번스가 민간 위탁 운영자로 선정되었고 2014년 1월부터 문학경기장 주경기장과 인천SSG랜더스필드를 둘 다 운영하고 있다. 또한, 2009년부터 2018년까지 약 9년간 《인천한류관광콘서트(이하 INK콘서트)》가 펼쳐졌던 곳이므로, 당초 2019년 10월 11일에 개최할 예정이었지만, 아프리카돼지열병(ASF) 확산 문제로 취소되었고, 이듬해인 2020년 10월 10일에 코로나 19 확산 문제로 인한 사회적 시국을 고려하여, 온택트(비대면) 방식으로 개최한 바 있다.
리그 오브 레전드 월드 챔피언십 2018의 결승전 경기가 개최되었다.

## 시설

### 주경기장
주 경기장은 축구와 육상을 할 수 있는 다목적 경기장으로 관중석 50,256명 규모로 원래는 전국체전의 주 경기장으로 지어질 예정이었으나 설계 변경을 거치며 2002년 FIFA 월드컵의 경기시설 중 하나로 건립되었다.
2011년까지 K리그 인천 유나이티드의 홈 구장으로 사용되었으나, 인천축구전용경기장 완공 후에는 내셔널리그 인천 코레일에서 사용했다. 그러나 연고지가 대전으로 바뀌며 인천 코레일은 더 이상 문학경기장을 사용하지 않는다. 2002년 월드컵 당시 3경기를 치렀고, 특히 개최국인 대한민국은 이 경기장에서 치러진 포르투갈과의 조별예선 3차전에서 박지성의 환상적인 골에 힘입어 1:0으로 승리를 거두며 16강을 확정했다. 당초 2014년 아시안 게임의 주 경기장으로 사용할 계획이었으나, 논란 끝에 인천 서구 지역에 새로운 주경기장을 건설하기로 결정함에 따라 취소되었다.

#### 2002년 FIFA 월드컵
| 날짜            | 팀 1       | 스코어 | 팀 2     | 라운드    |
| --------------- | ---------- | ------ | -------- | --------- |
| 2002년 6월 9일  | 코스타리카 | 1 - 1  | 튀르키예 | C조 2차전 |
| 2002년 6월 11일 | 덴마크     | 2 - 0  | 프랑스   | A조 3차전 |
| 2002년 6월 14일 | 포르투갈   | 0 - 1  | 대한민국 | D조 3차전 |

#### 2009 조모컵
| 날짜           | 팀 1         | 스코어 | 팀 2         | 라운드 |
| -------------- | ------------ | ------ | ------------ | ------ |
| 2009년 8월 8일 | K리그 올스타 | 1 - 4  | J리그 올스타 |        |

#### 2014년 아시안 게임 축구 남자
| 날짜            | 팀 1           | 스코어 | 팀 2                   | 라운드   |
| --------------- | -------------- | ------ | ---------------------- | -------- |
| 2014년 9월 14일 | 사우디아라비아 | 3 - 0  | 라오스                 | A조      |
| 2014년 9월 14일 | 대한민국       | 3 - 0  | 말레이시아             | A조      |
| 2014년 9월 15일 | 방글라데시     | 1 - 0  | 아프가니스탄           | B조      |
| 2014년 9월 15일 | 우즈베키스탄   | 1 - 1  | 홍콩                   | B조      |
| 2014년 9월 18일 | 키르기스스탄   | 1 - 1  | 이란                   | H조      |
| 2014년 9월 22일 | 인도           | 0 - 2  | 요르단                 | G조      |
| 2014년 9월 25일 | 요르단         | 2 - 0  | 키르기스스탄           | 16강     |
| 2014년 9월 28일 | 대한민국       | 1 - 0  | 일본                   | 8강      |
| 2014년 9월 30일 | 대한민국       | 2 - 0  | 태국                   | 준결승전 |
| 2014년 10월 2일 | 대한민국       | 1 - 0  | 조선민주주의인민공화국 | 결승전   |

#### 2014년 아시안 게임 축구 여자
| 날짜            | 팀 1                   | 스코어 | 팀 2                   | 라운드 |
| --------------- | ---------------------- | ------ | ---------------------- | ------ |
| 2014년 9월 21일 | 몰디브                 | 0 - 13 | 대한민국               | A조    |
| 2014년 9월 22일 | 중화 타이베이          | 0 - 3  | 일본                   | B조    |
| 2014년 9월 26일 | 대한민국               | 1 - 0  | 중화 타이베이          | 8강    |
| 2014년 9월 29일 | 대한민국               | 1 - 2  | 조선민주주의인민공화국 | 준결승 |
| 2014년 10월 1일 | 조선민주주의인민공화국 | 3 - 1  | 일본                   | 결승   |

### 그 외 시설
- 보조경기장
- 중앙공급실
- 지하주차장

### 임차중인 시설
- 스포츠종합센터 (주경기장 지하1층)
- 인천어린이박물관 (주경기장 지하1층)
- 문학시어터 (야구장 지하1층)

## 사건

### 지붕 파손
문학경기장의 지붕은 24개의 기둥이 떠받치고 있는 세계 최대의 막 구조물이다.
하지만, 2010년 9월 2일 수도권 지역을 강타한 제7호 태풍 곤파스의 영향으로 주경기장의 24개 지붕 천막 중 남동쪽과 북쪽 8개 천막이 찢어지는 사고가 발생했다.
 인천광역시는 1년 10개월여 간의 복구 공사를 시행했고, 태풍 피해 이전의 모습으로 지붕 복구를 완료했다.

## 사진

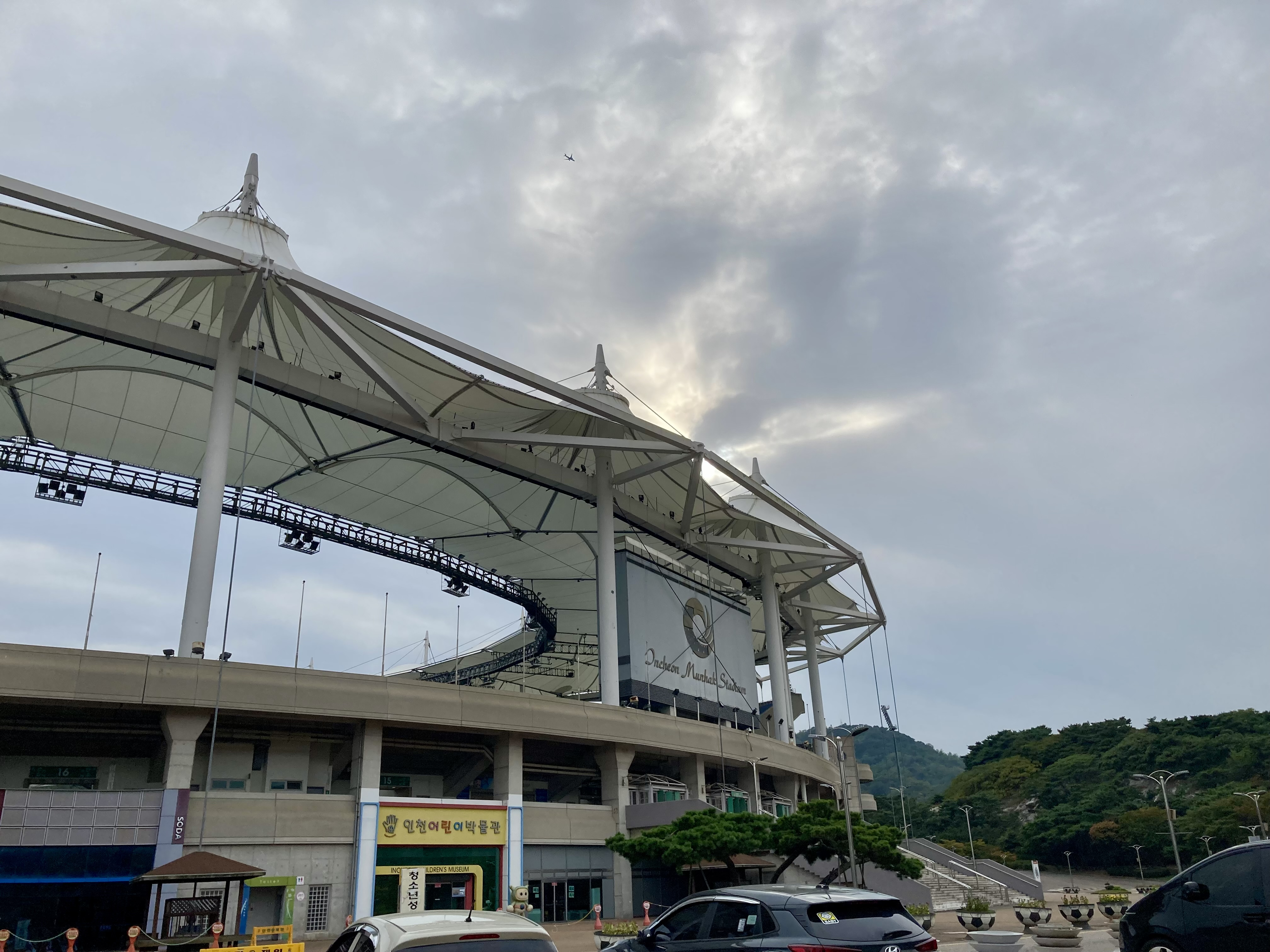
스타디움 간판
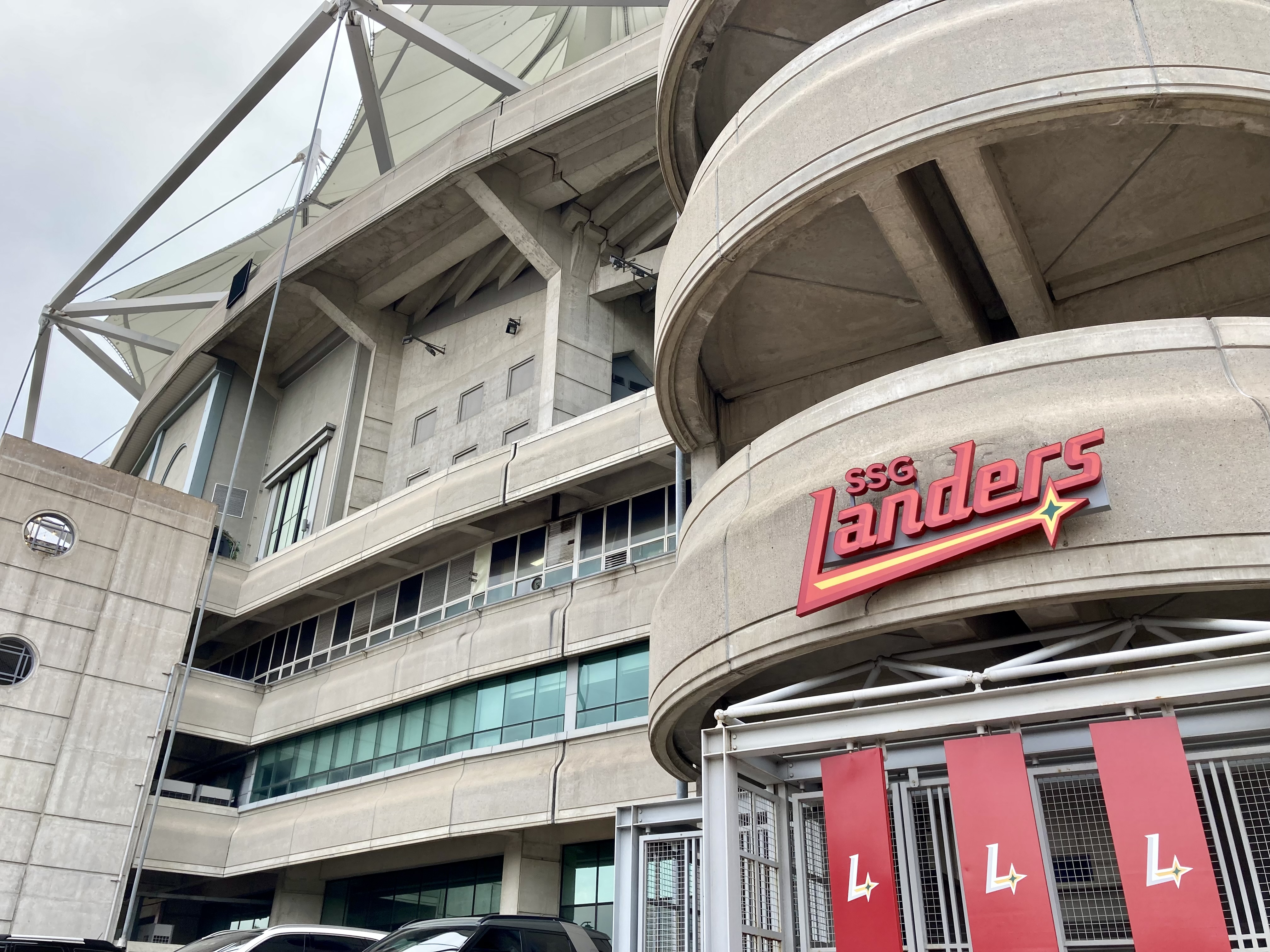
SSG랜더스
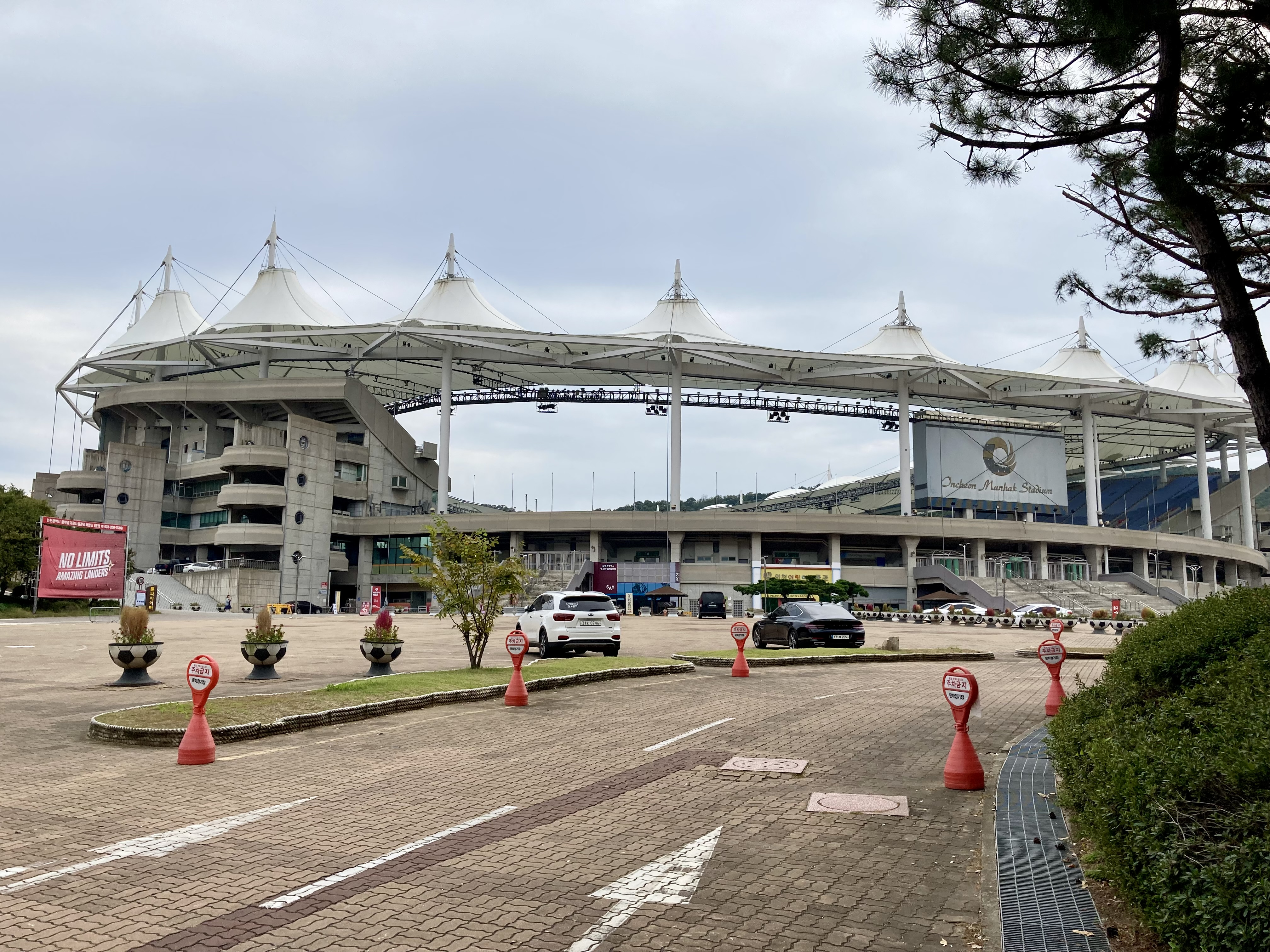
스타디움 외관전경
피치와 N석 모습
본부석(W석) 전경
일반석(E석) 전경
인천 서포터들의 응원
전광판 외부
보조경기장

## 참고 문헌
- 〈인천문학경기장〉. 《한국향토문화전자대전》. 한국학중앙연구원. 2020년 9월 27일에 원본 문서에서 보존된 문서. 2019년 10월 11일에 확인함.
- 〈인천문학경기장〉. 《두피디아》. 두산.
- 《전국 공공체육 시설 현황 (2017년말 기준)》. 대한민국 문화체육관광부. 2019.
- 《2019년 전국 공공체육시설 현황 (2018년말 기준)》. 대한민국 문화체육관광부. 2020.
- 《2020년 전국 공공체육시설 현황 (2019년말 기준)》. 대한민국 문화체육관광부. 2021.
- 《2022년 전국 공공체육시설 현황 (2021년말 기준)》. 대한민국 문화체육관광부. 2023.
- 《2023 전국 공공체육시설 현황 (2022년 12월말 기준)》. 대한민국 문화체육관광부. 2024.

## 같이 보기
- 인천문학경기장 보조경기장
- 인천SSG랜더스필드